# 바람아 불어라 (2009년 영화)
"바람아 불어라"(Let The Wind Blow)는 한국에서 제작된 최영석 감독의 2009년 영화이다. 김요한 등이 주연으로 출연하였고 한승상 등이 제작에 참여하였다.

## 출연

### 주연
- 김요한
- 채송아

## 기타
- 조명: 양근영
- 조연출: 금지혜
- 음향: 김도현
- 미술: 최차원